# محمد رشاد العليمي
محمد رشاد محمد العليمي برلماني يمني، نجل رئيس مجلس القيادة الرئاسي اللواء رشاد محمد العليمي، عضو في مجلس النواب، عن الدورة البرلمانية 2003-2009 والكتلة البرلمانية لنواب حزب المؤتمر الشعبي العام عن الدائرة الانتخابية رقم (65) بمحافظة تعز.

## نبذة
ولد بتاريخ 28/أبريل /1973
ببيت جدة القاضي / محمد بن علي العليمي بمحافظة تعز.والده هو الدكتور رشاد محمد العليمي
نائب رئيس الوزراء ووزير الداخلية اليمني الاسبق، ورئيس المجلس الرئاسي حاليا

## دراسته
- درس قواعد الفقه واللغة والتاريخ على يد جدة.
- درس المرحلة الابتدائية والإعدادية بمدرسة 26 سبتمبر بإلأعلوم - تعز.
- بعد عودة والدة من دراسة الدكتورة انتقل مع والدة إلي العاصمة صنعاء 1988م. ودرس المرحلة الثانوية بمدرسة الشهيد عمر المختار بالعاصمة صنعاء وكان من أوائل الطلاب في المدرسة.
- التحق بكلية الشرطة بصنعاء وحصل على دبلوم في العلوم العسكرية والشرطية في العام 1995م.
- حصل في نفس العام على بكالوريوس في القانون من جامعة صنعاء.
حصل علي الماجستير في القانون الدولي من جامعة ام درمان - السودان عام 2000م. وحصل علي درجة الدكتوراة في القانون الدستوري بامتياز مع مرتبة الشرف الأولى من الجامعة الدولية - مصر عام 2017م.

## مسيرته
عمل بعد تخرجه ضابطاً في التوجيه السياسي لقيادة الأمن المركزي بصنعاء. انتقل للعمل في مصلحة الجوازات عام 1998م. عمل ضابطاً مناوباً في مطار صنعاء الدولي 1999م.
- خلال هذه الفترة نشط في العمل السياسي وانتخب عضواً في اللجنة الدائمة للمؤتمر الشعبي العام عام 1999م.
- انتقل للعمل في النيابة العامة وعين بدرجة عضو نيابة بمكتب النائب العام بصنعاء وكان مسئولاً عن ملف حقوق الإنسان.
- انتخب في العام 2003 م عضواً بمجلس النواب.
- انتخب في نفس العام مقرراً للجنة حقوق الإنسان بالمجلس.
- شارك في إعداد وصياغة العديد من التقارير الخاصة بعمل اللجنة حول حقوق الإنسان وأجهزة الضبط القضائي وكذالك القانون الدولي الإنساني.
- ترأس وفد بلادة للعديد من المؤتمرات الدولية والمحلية المعنية بحقوق الإنسان

## فترة المجلس
باتفاق عرف بأسم «إتفاق فبراير» تمددت فترة المجلس لمدة عامين، وبقيام ثورة الشباب اليمنية لم تُجرَ الانتخابات، وبحسب إتفاق المبادرة الخليجية تمددت لمدة عامين آخرين حتى 2013 .